# تپه معصومیه ۲
تپه معصومیه ۲ مربوط به سده‌های میانه دوران‌های تاریخی پس از اسلام است و در شهرستان اراک، بخش مرکزی، دهستان معصومیه، روستای معصومیه واقع شده و این اثر در تاریخ ۱۸ اسفند ۱۳۸۷ با شمارهٔ ثبت ۲۵۰۶۹ به‌عنوان یکی از آثار ملی ایران به ثبت رسیده است.